# Zach Johnson
Zach Johnson, właśc. Zachary Harris Johnson (ur. 24 lutego 1976 w Iowa City) – amerykański golfista, zwycięzca wielkoszlemowego turnieju Masters 2007.
Wychowywał się w Cedar Rapids (Iowa), tam uczęszczał m.in. do szkoły średniej i występował w szkolnej reprezentacji golfowej. Był również reprezentantem w golfie uczelni Drake University w Des Moines, gdzie studiował marketing i zarządzanie przedsiębiorstwem. Po uzyskaniu dyplomu uniwersyteckiego w 1998 rozpoczął karierę zawodowego golfisty.
Początkowo występował w mniej prestiżowych cyklach turniejów zawodowych (Prairie Golf Tour, NGA Hooters Tour), odnosząc pierwsze zwycięstwa. W 2003 zajął 1. miejsce w klasyfikacji zarobków cyklu Nationwide Tour, z dorobkiem w sezonie niemal pół miliona dolarów i dwoma zwycięstwami turniejowymi. Od 2004 występuje regularnie w PGA Tour, w maju tegoż roku wygrał zaliczany do tego cyklu turniej BellSouth Classic w Duluth (Georgia). W 2006 zakwalifikował się do reprezentacji USA na Puchar Rydera, będący tradycyjną rywalizacją golfistów amerykańskich i europejskich; trofeum w 2006 pozostało przy zawodnikach z Europy.
W kwietniu 2007 Johnson dość niespodziewanie zwyciężył w wielkoszlemowym turnieju Masters w Augusta (Georgia), wyprzedzając sklasyfikowanych wspólnie na 2. pozycji Tigera Woodsa, Retiefa Goosena i Rory’ego Sabbatiniego. Po słynną zieloną marynarkę Johnson sięgnął wyrównując półwieczne rekordowe rezultaty Sama Sneada (1954) i Jacka Burke’a (1956) – 289 uderzeń (71-73-76-69). Zapisał się również w historii turnieju (formalnie pozostającego wciąż imprezą o charakterze zaproszeniowym) jako pierwszy triumfator spoza czołowej pięćdziesiątki oficjalnego rankingu światowego; przed Masters zajmował 56. miejsce, po turnieju awansował na 15. Przed Masters 2007 jego najlepszym rezultatem, osiągniętym w jednym z czterech turniejów Wielkiego Szlema, było dzielone miejsce 17. w PGA Championship w 2005. Do grona triumfatorów wielkoszlemowych dołączył jako 192. zawodnik w historii.
W 2015 po raz drugi w swojej karierze zwyciężył w turnieju wielkoszlemowym – The Open Championship.
Zach Johnson należy do Kościoła baptystycznego. Jest żonaty, ma syna.

## Zwycięstwa turniejowe
- 1998: turniej w cyklu Prairie Golf Tour
- 1999: dwa turnieje Prairie Golf Tour
- 2001: trzy turnieje NGA Hooters Tour
- 2002: turniej NGA Hooters Tour
- 2003: Rheem Classic, Envirocare Utah Classic (Nationwide Tour)
- 2004: BellSouth Classic (PGA Tour)
- 2007: Masters
- 2015: The Open Championship